# Стубаста араукарија
Стубаста араукарија (Araucaria columnaris) припада кладусу обалских врста Нове Каледоније заједно са A. luxurians и A. nemorosa како је утврђено молекуларном анализом  Род је добио назив по чилеанској провинцији Arauco тако да значи (дрво) из Араука. Јужна Америка је део ареала овог рода у коме расте знатан број врста. Епитет врсте columnaris је од латиског columna = стуб.
Врсту је први описао шкотски природњак и орнитолог Форстер (Johann Reinhold Forster, 1729-1798) сврставши је у род чемпреса (Cupressus columnaris J. R. Forst.) 1786. године. Он је открио врсту када је као део посаде Кукове друге експедиције пловио око света најјужнијом могућом рутом. Данашњи научни назив дао је енглески ботаничар и илустратор Хукер (Sir William Jackson Hooker, 1785-1865) 1852. године, сврставши врсту у род араукарија. У Новој Каледонији велики је број колоквијалних назива: ниелају, вааве, нелемва, никсумбак (северно); хваамве (источна обала); хваапмве, фваи (западна обала); наа друбеа, ксере; воро, ксуро (Ile des Pins); ненгоне, од, иватено (îles Loyauté) ... На француском, званичном језику Нове Каледоније  pin colonnaire (стубасти бор).
Како је у Србији непозната, називи су преводи енглеских или француског имена па поред стубасте, ова араукарије може да се назове и араукарија коралног гребена, куков бор, новокаледонијски бор, кукова араукарија или стубасти бор.

## Опис врсте
Уско ваљкасто високо дрво, које може да постигне висину од 60 m, са многобројним бочним водоравно испруженим гранама у пршљеновима, које му дају стубасти облик. У једном пршљену 5-7 грана. Стабло чисто, касније са бројним кратким изданцима. Сива, папираста мртва кора се љушти у танке водоравне кајишеве. Гранчице у једној равни у облику жице пречника 9–10 mm. Младе четине игличасте са закривљеним врхом, спирално распоређене, дуге 4–7 mm, 2–3 mm широке преклапају се; развијене четине љуспасте кратке, троугласте, зашиљене, са слабо израженим средњим нервом, дуге 5–7 mm и 3–5 mm широке, круте, врхом савијене према гранчици.
Микростробиле овално цилиндричне, на врховима гранчица, дуге 5–10 cm и 15–22 mm широке. Фертилне љуспе троугласте, окер, фино назубљене, поленових кесица 10 са доње стране љуспе. Макростробиле, зелене, 10–15 cm. дуге и 7–11 cm. широке, са кратким љуспама до 7 mm дугим. Цвета децембра-јануара на јужној хемисфери.
Шишарке елиптично лоптасте, окерсмеђе, дуге 15 cm; зреле у децембру-фебруару када се и распадају. Семене године сваке 3-4. године.
Семе у задебљалој фертилној љуспи која на врху има закривљени трн, дуго 4–5 cm, широко 3–4 cm, јајасто, бочно се продужава у провидна крилца. У једном килограму 2.200 зрна. Клијање епигеично.

## Ареал
Ова врста је из Меланезијског региона Пацифика, ендемит са острва Нове Каледоније (Grande Terre (Province Sud), Ile des Pins, îles Loyauté), где расте у приобалној области. Расте у густим влажним шумама.
У време доласка европљана, полинежани су садили стубасту араукарију на острвима Ile des Pins и Iles Ouvéa, Lifou and Maré па је природни ареал вероватно проширен. Као литорална, ова врста природно не гради популације удаљеније 100 m од мора.

## Биоеколошке карактеристике
Подноси станишта где средња годишња минимална температура није испод -1 °C. Калцифилна је врста. Добро подноси средину загађену оловом и тражи кречњачка земљишта што је ређе код четинара.

## Значај
Araucaria columnaris је једна од најчешће коришћених врста араукарија за садњу у дрворедима, јавним парковима и вртовима у подручјима са жарком климом у Аустралији, Новом Зеланду, на другим острвима југоисточног Тихог океана, Јужној Калифорнији, Порторику, Мексику, Индији (у побрђу Хималаја), Филипинима, Хавајима и Медитерану.
У Новој Каледонији на Острву борова (l'île des Pins) домороци традиционално праве кануе од дрвета куковог бора. У XIX веку дрво је масовно експлоатисано, па је представљено и на Светској изложби 1889. Квалитет дрвета није најбољи јер има доста чворова, а под тестером се кида ако се одмах по сечи не стави у слатку или морску воду. Ипак сече су биле интензивне нарочито 1850-70. јер су шуме биле близу водених путева па је било лакше транспортовати их до Европе него четинаре из Америке. Поред тога вађен је и подраст на хиљаде и слат у Сиднеј где је служио као божићно дрво. 
Куков бор обилно лучи смолу која може да се употреби за прављење лака.
У етномедицини постоји рецепт по коме се пупољци стубасте араукарије са папрати жваћу а затим се испљуну да би се избацила болест пре него што се активира други лек. Гранчице су коришћене за прављење букета са јамом (Dioscorea). На острвима Белеп млади супружници се прочишћују мешавином кукове араукарије и других врста.
Смола је емолијенс, битер, стомахик и тоник. Есенцијална уља, која садрже 23,1% аромадендрина и 16,0% бициклоермакрена утичу на сузбијање бактерија, гљива и ларви говеђег крпеља. Индијски истраживачи открили су снажну фунгицидну активност воденог екстракта смоле на две гљиве Alternaria (на парадајзу) и Fusarium oxysporum. Исти тим је био заинтересован за метанолни екстракт смоле, од којих су неке фракције ефикасне против Грам + бактерија, нарочито Staphylococcus aureus и Bacillus sp.
Обичај племена Нове Каледоније је да се стубаста араукарија сади око куће поглавице и она ограничава света и табуирана места. Украшава трг на коме се изводе ритуалне игре где је знак моћи поглавице. Легенда Острва борова каже да је семе стубасте араукарије, прешло у Каналу, комуну Северне провинције где расте што је симбол миграција народа.

## Занимљивост
Стубаста араукарија има особину која није примећена ни код једне биљке. Биљка се савија целим стаблом ка екватору, на северној хемисфери јужно, а на јужној ка северу. Угао нагиба је већи што је географска ширина већа. Појава је запажена после анализе на основу 256 стабала која расту у 18 региона (на међусобном растојању од 500 km), у распону од 7° до 35° северне и од 12° до 42° јужне географске ширине, укључујући и природни ареал у Новој каледонији (21° S). Правог објашњења за ово још нема, али је јадна од претпоставки да су код ове врсте, распрострањене у малим популација релативно близу полутара, очувани атавистички гени који су код других врста нестали јер би довели до изваљивања стабала на већим географским ширинама, па оне имају негативно геотропан раст.